# إسحاق برادفورد
إسحاق برادفورد (بالإنجليزية: Isaac Bradford)‏ هو سياسي أمريكي، ولد في 15 نوفمبر 1834 في بوسطن في الولايات المتحدة، وتوفي في 19 ديسمبر 1898 في كامبريدج في الولايات المتحدة. حزبياً، نشط في الحزب الديمقراطي.